# Woolsthorpe Manor
Woolsthorpe Manor è una casa situata a Woolsthorpe-by-Colsterworth, una piccola borgata nella parrocchia civile di Colsterworth, nella Contea del Lincolnshire, in Inghilterra. L'edificio è noto per essere stato il luogo di nascita di Isaac Newton, che vi nacque il 4 gennaio 1643 (25 dicembre 1642 secondo il Calendario giuliano), quando la casa era la fattoria di suo padre, uno yeoman che allevava principalmente pecore.
Newton tornò qui nel 1666, quando l'Università di Cambridge chiuse a causa dell'epidemia di peste che colpì Londra dal 1665 al 1667, e qui eseguì molti dei suoi esperimenti più famosi, in particolare quelli relativi al suo lavoro sulla luce e l'ottica. Si dice anche che questo sia il sito in cui Newton, osservando una mela cadere da un albero, fu ispirato a formulare la sua legge di gravitazione universale
L'English Heritage ha classificato il sito come edificio di Grado I, ossia come "Costruzione di un interesse eccezionale".
Oggi di proprietà del National Trust for Places of Historic Interest or Natural Beauty, il sito, aperto al pubblico tutto l'anno, si presenta come una tipica fattoria di yeoman (vale a dire coltivatori diretti inglesi) del XVII secolo, a cui sono stati in seguito applicati i requisiti di sicurezza propri dell'era moderna e le modifiche strutturali a essi conseguenti. A partire dal 2003, poi, la casa è stata oggetto di diversi restauri.
Uno degli ex edifici dell'aia è stato inoltre attrezzato in modo che i visitatori possano avere un'esperienza pratica dei principi fisici studiati da Newton in quel sito.
Negli anni, la casa, con la sua esposizione di oggetti e documenti dell'infanzia e della vita di Isaac Newton, e con il suo piccolo museo scientifico annesso, è diventata un vero e proprio luogo di pellegrinaggio scientifico, visitato tra gli altri da Albert Einstein e Stephen Hawking.

## L'albero

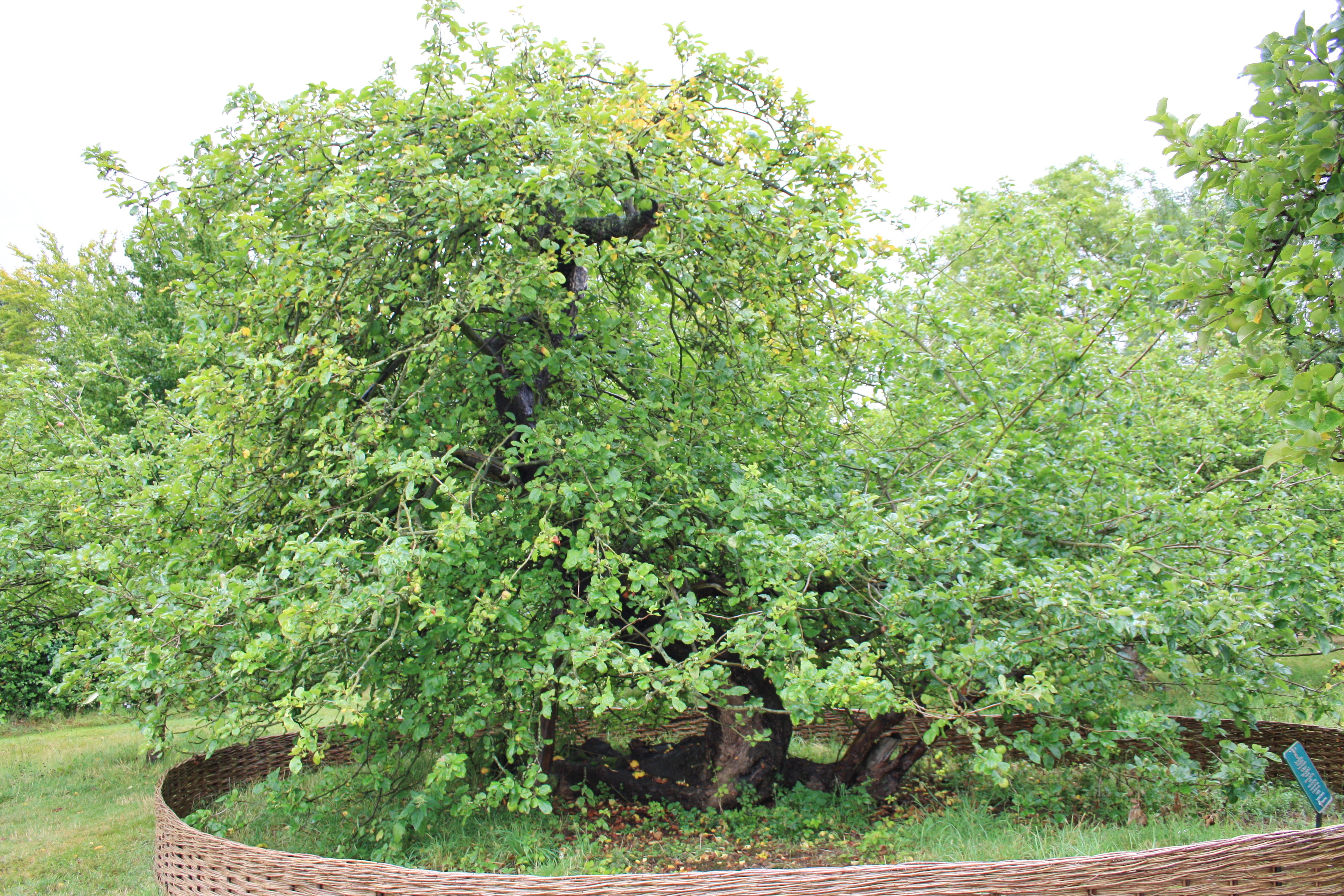
L'albero nato dalle radici di quello che avrebbe ispirato a Newton la sua legge di gravitazione universale.

Isaac Newton raccontò al suo contemporaneo William Stukeley di come un melo nel frutteto della sua casa natale lo avesse ispirato a lavorare sulla sua legge di gravitazione universale.
Studi di dendrocronologia effettuati sugli alberi del frutteto della fattoria hanno mostrato che uno di essi ha 400 anni, essendo ricresciuto da radici di un albero abbattuto da una tempesta nel 1816. Oggi l'albero è protetto da una recinzione e curato da giardinieri incaricati dal National Trust for Places of Historic Interest or Natural Beauty.

## Il villaggio
Negli anni Woolsthorpe-by-Colsterworth è cresciuto passando dall'essere una borgata di poche case nel XVII secolo, a un piccolo villaggio di qualche centinaio di case, oggi. Molta della terra un tempo di proprietà della fattoria di Woolsthorpe Manor è stata venduta a una famiglia vicina e, benché diverse case siano state costruite nelle vicinanze dell'edificio, esso rimane comunque sul confine del villaggio e principalmente circondato da campi.